# Jairo Róchez Crisanto
Jairo Róchez Crisanto (Roatán, Islas de la Bahía, Honduras, 5 de abril de 1991) es un futbolista hondureño. Juega de delantero y su equipo actual es el Lobos UPNFM de la Liga Nacional de Honduras.

## Trayectoria
Comenzó su carrera en las reservas del Club La Merced.
En el año 2011, a petición de Jorge Ernesto Pineda, fue fichado por el Victoria. Debutó en la primera división el 16 de enero de 2011 en el partido contra Platense correspondiente a la primera fecha del Torneo Clausura, que finalizó con derrota de 3 a 4. El 19 de marzo de ese año, durante un clásico contra Vida (derrota de 2 a 1), convirtió su primera anotación. Se mantuvo en el cuadro «jaibo» hasta mediados de 2013. 
Fichó por el Social Sol en 2013 y, seis meses después, gracias a Douglas Munguía, luego pasó al Yoro. Tras un torneo en dicho club, se anunció su fichaje por el Deportivo Pereira de Colombia. Al año siguiente, en 2015, jugó para Lepaera y Deportes Savio, clubes reconocidos en el occidente del país. 
Durante el primer semestre de 2016 jugó con la Universidad O&M de República Dominicana y, posteriormente, en el Belmopán Bandits de Belice. A mediados de 2017 regresó a Honduras con la recién ascendida Universidad Pedagógica.
En junio de 2018, tras desarrollar la mayor parte de su carrera en clubes de ascenso, Róchez dio un gran paso al fichar por Olimpia, uno de los clubes más tradicionales del país.

## Clubes
| Club                   | País                 | Año             |
| ---------------------- | -------------------- | --------------- |
| Victoria               | Honduras             | 2011 - 2013     |
| Social Sol             | Honduras             | 2013            |
| Yoro                   | Honduras             | 2014            |
| Deportivo Pereira      | Colombia             | 2014            |
| Lepaera                | Honduras             | 2015            |
| Deportes Savio         | Honduras             | 2015            |
| Universidad O&M        | República Dominicana | 2016            |
| Belmopan Bandits       | Belice               | 2016 - 2017     |
| Universidad Pedagógica | Honduras             | 2017 - 2018     |
| Olimpia (cesión)       | Honduras             | 2018            |
| Universidad Pedagógica | Honduras             | 2019            |
| Olimpia (cesión)       | Honduras             | 2019            |
| Universidad Pedagógica | Honduras             | 2020 - 2021     |
| Jocoro (cesión)        | El Salvador          | 2022            |
| Universidad Pedagógica | Honduras             | 2022 - 2023     |
| Motagua                | Honduras             | 2023 - 2024     |
| Universidad Pedagógica | Honduras             | 2024 - Presente |

## Palmarés

### Campeonatos nacionales
| Título                    | Club             | País     | Año  |
| ------------------------- | ---------------- | -------- | ---- |
| Torneo Apertura           | Belmopan Bandits | Belice   | 2016 |
| Torneo Clausura           | Belmopan Bandits | Belice   | 2017 |
| Liga Premier de Belice    | Belmopan Bandits | Belice   | 2017 |
| Liga Nacional de Honduras | Olimpia          | Honduras | 2019 |